# Old wives' tale
Old wives' tale chỉ một điều sai sự thật hoặc mê tín. Đôi khi được dùng để chỉ một loại truyền thuyết đô thị, được truyền lại bởi những người phụ nữ lớn tuổi hơn cho những thế hệ trẻ. Những câu chuyện này bị xem là mê tín, văn hóa dân gian hoặc những điều chưa được xác thực với các chi tiết không chính xác và/hoặc bị phóng đại. Old wives' tales thường nói đến các mối quan tâm truyền thống của phụ nữ, như chuyện thai nghén, dậy thì, quan hệ xã hội, sức khỏe, thảo dược học và dinh dưỡng.